# Paulo Pinto de Albuquerque
Paulo Sérgio Pinto de Albuquerque (Beira, Moçambique, 5 de Outubro de 1966) é um professor catedrático, jurista e juiz português, que representou Portugal no Tribunal Europeu de Direitos Humanos de 1 de abril de 2011 a 31 de março de 2020. Recebeu o título de Doctor honoris causa pelas Universidades de Edge Hill (Reino Unido) e Kharkiv (Ucrânia), respetivamente, em 2019 e 2021. Foi agraciado com a medalha de honra da Ordem dos Advogados de Portugal em 2020.      

## Carreira inicial
Antes de ser eleito para o Tribunal Europeu, Pinto de Albuquerque foi juiz em diversos tribunais civis e penais em Lisboa, especialista junto do Grupo de Estados Contra a Corrupção do Conselho da Europa (GRECO), consultor do Ministério da Administração Interna e professor associado na Universidade Católica Portuguesa (UCP).
Em 1989 concluiu a licenciatura em Direito na Faculdade de Direito da Universidade de Lisboa, sendo membro da Ordem dos Advogados portugueses desde 2006. Entre 1992 e 2004 foi juiz do Tribunal Criminal e Correccional de Lisboa e Presidente dos Tribunais de Nelas, Lagos e do Tribunal de Instrução Criminal de Lisboa. Em 1994 tornou-se mestre em Direito pela Faculdade de Direito da Universidade Católica de Lisboa. Em 1999 integrou o grupo de trabalho para a Reforma do Processo Penal do Ministério da Justiça da Alemanha, nomeado pela Ministra da Justiça Däubler-Gmelin, do Governo presidido por Gerhard Schröder. Preparou a sua tese de doutoramento sob a orientação do Professor Doutor JORGE FIGUEIREDO DIAS. Doutorou-se em Direito na Faculdade de Direito da Universidade Católica de Lisboa em Maio de 2003.  
Iniciou a sua carreira universitária como professor assistente na mesma faculdade em 2004. Em 2008, foi aprovado nas provas para professor associado, assim permanecendo até 2010. Em Janeiro de 2011 prestou provas de agregação na mesma faculdade, tendo sido aprovado por unanimidade. A partir de Janeiro de 2011, é Professor Associado com tenure na mesma faculdade, passando a professor catedrático com tenure em 2015.
Entre 2005 e 2007 foi membro do grupo de trabalho para a Reforma Penal do Ministério da Justiça de Portugal. De 2007 a 2009 foi professor convidado de direito penal no Instituto de Altos Estudos Militares do Ministério da Defesa de Portugal.
Entre 2006 e 2007 foi Professor Visitante no Illinois College of Law, nos Estados Unidos da América, e professor adjunto de 2009 a 2010 na mesma instituição. Em 2006 foi Professor Visitante na Universidade Jiao Tong em Xangai, na China. Desde 2017 é Professor Visitante na Universidade Paris II-Assas.
Entre 2009 e 2010 foi especialista do Groupe des États contre la Corrutpion (GRECO), nomeado pelo Conselho da Europa para elaboração dos relatórios de combate à corrupção relativos à Bélgica e à Bulgária, tendo os seus relatórios sido aprovados pela Assembleia Geral do GRECO. De 2007 a 2009 foi perito do projecto da Comissão Europeia Crime Repression Costs in Context (Custos da Repressão Criminal em Contexto), organizado pela Universidade de Florença, pela Fundação Giovanni Michelucci (itália), Universidade de Bremen, a Universidade de Barcelona, a Universidade de Ankara (Turquia), a Universidade de Miskolc (Hungria), o Instituto Jurídico da Lituânia, o Centro para o Estudo da Democracia (Bulgária), o Intercollege (Chipre) e o Instituto de Ciências do Trabalho e da Empresa (Portugal), tendo o relatório final sido entregue e validado pela Comissão Europeia em 2009. De 2006 a 2008 foi especialista do projecto da Comissão Europeia  Victims of Crimes and Mediation (Vítimas de Crimes e Mediação), organizado pela Associação Portuguesa de Apoio à Vítima, a Associação Escocesa de Apoio à Vítima e a Associação Holandesa de Apoio à Vítima, tendo o relatório final sido entregue e validado pela Comissão Europeia e publicado sob o título Victims and Mediation, Lisboa, APAV, 2008. Em 2009 foi ouvido como especialista na Assembleia da República sobre o projecto de legislação sobre violência doméstica, e em 2010 sobre o projecto de luta contra a corrupção.  
Foi membro do júri do Centro de Estudos Judiciários para os exames de admissão para a carreira de magistrados judiciais e do Ministério Público nos anos de 2005, 2006, 2007 e 2010. Foi juiz formador de juízes dos PALOPs nos anos de 1997 a 1999. Foi auditor de justiça do IX Curso Normal de Formação para Magistrados Judiciais, no Centro de Estudos Judiciários e nos Tribunais Judiciais de Alijó e de Sintra de 1990 a 1992. 

## Tribunal Europeu de Direitos Humanos
A 25 de janeiro de 2011 foi eleito, por maioria absoluta e à primeira volta, como juiz representante de Portugal no Tribunal Europeu de Direitos Humanos com um mandato de nove anos, substituindo Ireneu Cabral Barreto, nessa função desde 1998. A eleição do juiz português foi notável, pois no ano de 2011 foram eleitos cinco novos juízes para o Tribunal Europeu e o juiz Albuquerque foi eleito com a maioria mais expressiva, tendo recebido votos da esquerda e da direita da Assembleia Parlamentar do Conselho da Europa.   
Desde 2016, foi nomeado pelos Presidentes do Tribunal Europeu Guido Raimondi e Alexandre Sicilianos como focal point para as relações externas do Tribunal Europeu com o TRIBUNAL AFRICANO DOS DIREITOS HUMANOS, o TRIBUNAL CONSTITUCIONAL e o TRIBUNAL SUPREMO DE APELAÇÃO da ÁFRICA DO SUL, o TRIBUNAL CONSTITUCIONAL de ANGOLA, o SUPERIOR TRIBUNAL DE JUSTIÇA DO BRASIL, o SUPREMO TRIBUNAL da COREIA DO SUL, o TRIBUNAL CONSTITUCIONAL da COREIA DO SUL, o SUPREMO TRIBUNAL DA ÍNDIA, o SUPREMO TRIBUNAL DE ISRAEL, o SUPREMO TRIBUNAL DO JAPÃO, o TRIBUNAL CONSTITUCIONAL da JORDÂNIA e o TRIBUNAL SUPREMO de MOÇAMBIQUE. 
De outubro de 2018 a março de 2020 foi presidente do mais importante comité do Tribunal, o comité do Regulamento do Tribunal, que prepara todas as alterações do Regulamento do Tribunal antes de as mesmas serem aprovadas pela assembleia plenária dos juízes. Fundou em janeiro de 2014 o Grupo de Direito Criminal do Tribunal, que trabalha para a uniformização da linguagem e dos critérios de decisão do Tribunal em matéria penal, prisional, contraordenacional, disciplinar e outras áreas de direito sancionatório público. Presidiu a este Grupo de janeiro de 2014 a março de 2020, tendo organizado um diccionário inglês/francês dos termos de direito penal e processo penal mais usados pelo Tribunal nas suas decisões, bem como inúmeras conferências e jornadas de reflexão. 
Foi membro do comité do estatuto dos juízes de janeiro de 2012 a janeiro de 2016, tendo preparado uma reforma do sistema das pensões  dos juízes do Tribunal. Essa proposta foi apresentada à assembleia plenária dos juízes do Tribunal e ao Comité de Ministros do Conselho da Europa, que a adoptaram. 
Foi vice-presidente da Secção IV a partir de 1 de setembro de 2018, tendo cessado funções quando mudou para a Secção III em Maio de 2019. Foi membro do painel de cinco juízes que escolhe os casos que são decididos pela Grande Câmara do Tribunal, de julho a dezembro de 2012 e de julho a dezembro de 2016. 

## Opiniões jurídicas sobre direitos fundamentais e direitos humanos
Nas suas opiniões publicadas no Tribunal Europeu e nas suas monografias e artigos, Pinto de Albuquerque deu particular atenção aos seguintes assuntos:
1. SAÚDE: Defesa do direito à saúde, aos serviços médicos e a medicamentos (caso Lopes de Sousa Fernandes c. Portugal),  e em particular dos direitos das pessoas com problemas mentais (caso Kuttner c. Áustria) e das pessoas com tendências suicidas (caso Fernandes de Oliveira c. Portugal)
2. EDUCAÇÃO: Defesa do direito à educação, da autonomia dos professores (caso Konyv-Tar c. Hungria), direito de acesso à universidade (caso Tarantino c. Itália) e promoção da dignidade do ensino técnico e profissional (caso Altinay c. Turquia)
3. JUSTIÇA: Promoção do direito de acesso à justiça e aos tribunais (casos Al-Dulimi c. Suíça, Karoly Nagy c. Hungria) e do direito à justa compensação das vítimas de violações de direitos humanos (caso Chipre c. Turquia (reparação); defesa da separação de poderes e da independência dos juízes (casos Baka c. Hungria, Ramos Nunes c. Portugal, Di Giovanni c.Itália) e defesa do estatuto dos advogados (casos Correia de Matos c. Portugal, Bljakaj c. Croácia), especialmente dos direitos de intervenção dos advogados em processo penal (caso Murtazaliyeva c. Rússia)
4. DIREITOS DAS MULHERES: promoção dos direitos das mulheres e combate à violência doméstica (casos Valiuliene c. Lituânia, Volodina c. Rússia, D.M.D. c. Roménia) e ao trabalho forçado e tráfico de pessoas (J. e outros c. Áustria)
5. DIREITOS DOS TRABALHADORES: proteção contra o despedimento injusto e arbitrário (caso K.M.C c. Hungria), direitos a prestações sociais resultantes da maternidade e da paternidade (caso Markin c. Rússia), direito à privacidade das comunicações do trabalhador (caso Barbulescu c. Roménia), direito à greve (caso Sindikat c. Croácia)
6. DIREITOS  DAS FAMÍLIAS POBRES: promoção da assistência social digna e proibição da discriminação  (casos Soares de Melo c. Portugal, Pontes c. Portugal, Assunção Chaves c. Portugal, Biao c. Dinamarca; Khoroshenko c. Rússia);
7. DIREITOS DOS PRESOS: melhoria da situação dos presos (casos Mursic c. Croácia, Hutchinson c. Reino Unido, Tautkus c. Lituânia, Mironovas c. Lituânia), sobretudo dos presos com problemas psiquiátricos (caso Murray c. Países Baixos).
8. AMBIENTE: Defesa do ambiente e responsabilidade social pelo ambiente (caso Herrmann c. Alemanha)

Pinto de Albuquerque tem sido particularmente sensível às situações de discriminação: por exemplo, entre mulheres e homens (casos Enache c. Roménia, Khamtokhu c. Rússia); em relação a filhos nascidos fora do casamento (caso Fabris c. França); em relação a minorias religiosas (caso Lupeni Greek Catholic Parish c. Roménia); ou de famílias estrangeiras (caso Biao c. Dinamarca).

## Leading cases
No caso Garib c. Países Baixos votou a favor de uma mulher pobre e mãe solteira de três filhos que se viu impedida de mudar para uma casa maior, devido à política urbanística de gentrificação aprovada pela Câmara municipal de Roterdão,na Holanda. No seu voto, defendeu o direito à habitação condigna das classes mais desfavorecidas e criticou a política urbanística discriminatória dos mais pobres e das minorias étnicas. Ver comentários:  Doriane Lachal et Vera Manuello, Chronique de jurisprudence de la Cour européenne des droits de l'homme (année 2017), in  Journal du droit international (Clunet) n° 3, Juillet 2018, chron. 6 ; Frédéric Sudre, Restrictions à la liberté de résidence dans un quartier défavorisé, La Semaine Juridique Edition Générale n°47, 20 novembro 2017 ; Valeska David et Sarah Ganty, «Strasbourg fails to protect the rights of people living in or at risk of poverty: the disappointing Grand Chamber judgment in Garib v the Netherlands», in Strasbourg Observers, 16 novembro 2017.      
No caso Soares de Melo c. Portugal votou a favor de uma mulher pobre a quem a Segurança Social tirou os oito filhos porque ela não quis laquear as trompas. O Tribunal Europeu considerou que a Segurança Social não podia impor como condição para a mãe manter a guarda dos filhos que ela tivesse que assumir o compromisso de não ter mais filhos e de laquear as trompas, mas pelo contrário deveria providenciar pelo apoio social necessário para manter a família unida.Ver comentários: Valeska David, «ECtHR condemns the punishment of women living in poverty and the ‘rescuing’ of their children», in Strasbourg Observers, 17 março 2016.             
No caso Barbulescu c. Roménia votou a favor de um trabalhador que foi despedido após a sua entidade patronal descobrir que estava usando o correio electrónico para fins pessoais durante o horário de trabalho. No processo disciplinar a entidade patronal divulgou as mensagens íntimas trocadas entre o trabalhador e a sua companheira. Pinto de Albuquerque considerou o despedimento do trabalhador como "desproporcional", porque a troca de emails pessoais durante o horário de trabalho não foi prolongada nem prejudicial para a empresa onde trabalhava. Acresce que as mensagens trocadas tinham natureza estritamente pessoal, pois diziam respeito à saúde do trabalhador. Advertiu ainda que, a menos que as empresas estipulassem claramente a sua política de uso da Internet, "a vigilância da Internet no local de trabalho corre o risco de ser abusada pelos empregadores, agindo como um Big Brother desconfiado e à espreita sobre os ombros dos seus trabalhadores, como se estes últimos tivessem vendido não só o seu trabalho, mas também as suas vidas pessoais aos empregadores." Após recurso do queixoso contra o acórdão da Câmara, a Grande Câmara confirmou a opinião dissidente do Juiz Albuquerque. Ver comentários: Blandine Allix, «L’arrêt de la CEDH 5 setembro 2017 Barbulescu c/ Roumanie : quelles conséquences ?», in Le Monde Du Droit 25 setembro 2017 ; Argyro Chatzinikolaou, «Bărbulescu v Romania and workplace privacy: is the Grand Chamber’s judgment a reason to celebrate?», in Strasbourg Observers, 19 outubro 2017 ; Gaurav Mukherjee et James Wookey, «Resuscitating Workplace Privacy? A Brief Account of the Grand Chamber Hearing in Bărbulescu v. Romania», in Strasbourg Observers, 20 dezembro 2016; Kate Richmond, «Case Law, Strasbourg: Barbulescu v Romania, Surveillance of Internet Usage in the Workplace», in UK Human Rights Blog, 19 janeiro 2016.    

## Relações com o Brasil
Empenhou-se na construção de uma relação institucional sólida e duradoura entre as principais instituições judiciárias brasileiras e europeias. 
Preparou pessoalmente o acordo de cooperação entre o Tribunal Europeu dos Direitos Humanos e o Superior Tribunal de Justiça, que foi celebrado em 2016, e o acordo de cooperação entre o Tribunal Europeu dos Direitos Humanos e o Supremo Tribunal Federal, que foi celebrado em 2019. Em 60 anos de existência do Tribunal Europeu estes foram os primeiros acordos institucionais celebrados entre o Tribunal Europeu e os mais importantes tribunais brasileiros: o STJ e o STF. 
Foi nomeado pelo Presidente do Tribunal Europeu Guido Raimondi como focal point para as relações do Tribunal Europeu com o Brasil.
Organizou quatro visitas oficiais do STJ a Estrasburgo (uma  com o Presidente Francisco Falcão, uma com o Presidente João Otávio Noronha e duas com a Ministra Maria Thereza Moura) e uma visita da Advogada-Geral Grace Mendonça a Estrasburgo.  Realizou duas visitas oficiais ao STJ (2016) e ao STF (2019).  
Também colaborou com a secretária de Estado dos Direitos Humanos Professora Flávia Piovesan em 2016. Recebeu em Estrasburgo delegações da Ordem dos Advogados do Brasil, da ENFAM (Escola Nacional de Formação de Magistrados Federais), da Escola Nacional da Advocacia-Geral da União e do Instituto Brasileiro de Ciências Criminais. 
Organizou o primeiro curso de formação de magistrados da ENFAM em Lisboa, com particular enfoque nos direitos fundamentais. Durante mais de 30 anos deu formação a dezenas de licenciados, mestres e doutores brasileiros na Universidade Católica Portuguesa, na Universidade de Coimbra e na Universidade Clássica de Lisboa, onde ensinou cursos e deu palestras com muitos alunos brasileiros. 
É membro do INSTITUTO BRASILEIRO DE DIREITO INTERNACIONAL desde 2015 e membro honorário da ACADEMIA BRASILEIRA DE DIREITOS HUMANOS desde 2009.
Por fim, publicou um livro sobre a Convenção Europeia dos Direitos Humanos no Brasil (editora Revista dos Tribunais), com o resumo dos casos mais importantes da Grande Câmara da última década. O livro foi lançado no Supremo Tribunal Federal, com o generoso apoio dos Ministros do STF. 
Recentemente, co-editou um livro sobre a Convenção Americana dos Direitos Humanos (editora Tirant lo Blanch-Brasil), sendo co-editor o Ministro João Otávio de Noronha, antigo Presidente do Superior Tribunal de Justiça, com 70 textos de 110 autores juízes, procuradores, advogados e professores brasileiros. O livro foi lançado no dia 16 de novembro de 2020, num evento presidido pelo atual Presidente do STJ, Ministro Humberto Martins. 

## Obra publicada
Tem 20 monografias jurídicas publicadas em português, francês, espanhol, italiano, russo, turco e ucraniano, incluindo:
1. Окрема думка. Шлях до справедливост-, com prefácio do Presidente do Tribunal Constitucional da Ucrânia, Doutor Oleksandr Tupytskyi, Kharkiv: Pravo, 2020, 558 páginas: https://pravo-izdat.com.ua/naukovo-praktichna-literatura/okrema_dumka_shljah_do_spravedlivosti
2. Convenção Europeia dos Direitos Humanos - Seleção de opiniões, com prefácio do Presidente do Supremo Tribunal Federal do Brasil, Ministro José Dias Toffoli, São Paulo:   Revista dos Tribunais, 2019, 448 páginas: https://www.livrariart.com.br/convencao-europeia-dos-direitos-humanos-9788553216642/p
3. Em Defesa dos Direitos Fundamentais, com prefácio do Bastonário da Ordem dos Advogados Dr. Guilherme Figueiredo, Lisboa:  Universidade Católica Editora, 2019, 342 paginas:http://www.uceditora.ucp.pt/site/custom/template/ucptpl_uce.asp?SSPAGEID=1190&lang=1&artigoID=4838
4. Особое мнение. В поисках истины, Пауло Пинто де Альбукерке; с предисловием и при участии Д. И. Дедова; Dissenting opinion. In search of truth, com prefácio do Juiz russo do Tribunal Europeu dos Direitos Humanos Professor Doutor Dmitry Dedov, Moscovo: Развитие правовых систем, Development of Legal Systems Publishing House, 2018, 496 páginas:  
5. I Diritti Umani in una Prospettiva Europea, Opinioni concorrenti e dissenzienti (2011-2015)  com prefácio da Professora Doutora Paola Bilancia e introdução do Professor Doutor Davide Galliani, ambos da Universidade de Milão, Milão : Giappichelli Editore, 2016, 395 páginas: https://www.giappichelli.it/i-diritti-umani-in-una-prospettiva-europea
6. Hablemos de Derechos Humanos. La doctrina del TEDH y su aplicación en España desde los votos particulares del Juez Paulo Pinto de Albuquerque, em co-autoria com o juiz do Tribunal Supremo da Catalunha Carlos Hugo Preciado Domènech, com prefácio do juiz do Tribunal Constitucional espanhol Fernando Valdés dal-Ré, Valencia: Tirant lo Blanch, 2020, 824 páginas: https://editorial.tirant.com/es/autorList/paulo-pinto-de-albuquerque-492629
7. Droits de l'Homme. Les opinions separées vues par la doctrine, com prefácio da juiza do Conselho Constitucional francês Nicole Maestracci e introdução do juiz da Corte de Cassação Hugues Fulchiron, Paris: Lexis Nexis, 2020, 800 páginas:  https://enseignant.lexisnexis.fr/10413-droits-de-l-homme/
8. Judge Pinto de Albuquerque and the Progressive Development of International Human Rights Law, with a preface by the President of the European Court of Human Rights Professor Doctor Linos-Alexandre Sicilianos, organization and introduction by Professor Doctor Triestino Mariniello, Leiden: Brill, 2021, 950 pages:    https://brill.com/view/title/58201?language=en
9. I Diritti Umani in una Prospettiva Europea, Opinioni concorrenti e dissenzienti (2016-2020) (Human Rights in a European Perspective, Concurring and Dissenting Opinions (2016-2020), with prefaces from ECHR judges Raffaele Sabato and Gilberto Felici, organization and introduction by Professor Doctor Andrea Saccucci and comments by 60 Italian University Professors and Magistrates, Genova : Editoriale Scientifica, 2021, 1316 páginas: https://www.editorialescientifica.com/shop/autori/saccucci-a/i-diritti-umani-in-una-prospettiva-europea-detail.html
10. İçtihatlarla İnsan Hakları: Yargıç Pinto de Albuquerque'nin Seçilmiş Şerhlerinin ve İlgili AİHM Kararlarının İncelemeleri kitabı (Human Rights in Case Law: Reviews of Selected Opinions of Judge Pinto de Albuquerque and Related ECtHR Judgments), by Pinto de Albuquerque, Adem Sözüer, Pinar Ölcer, Eren Sözüer (eds.), 3 volumes, Istanbul: Onikilevha, 2021: https://www.onikilevha.com.tr/yayin/2098/ictihatlarla-insan-haklari-yargic-pinto-de-albuquerquenin-secilmis-serhlerinin-ve-ilgili-aihm-kararlarinin-incelemeleri-3-cilt
Editou oito obras coletivas, em português, inglês e italiano, incluindo:
1.       Paulo Albuquerque e Krystof Wojtyczek (eds.), Judicial Power in a Globalized World - Liber Amicorum Vincent De Gaetano, Berlin: Springer, 2019, 685 páginas: https://link.springer.com/book/10.1007/978-3-030-20744-1
2.       Emilio Dolcini, Elvio Fassone,  Davide Galliani,  Paulo Albuquerque e  Andrea Pugiotto (eds.), Il diritto alla speranza. L’ergastolo nel diritto penale costituzionale, Milan: Giappicheli Editore, 2019, 512 páginas: https://www.giappichelli.it/il-diritto-alla-speranza
3.       Iulia Motoc, Paulo Albuquerque e Krystof Wojtyczek (eds.), New Developments in Constitutional Law, Essays in honour of Andras Sajo, The Hague: Eleven, 2018, 548 páginas:https://www.ipgbook.com/new-developments-in-constitutional-law-products-9789462367586.php?page_id=21
4.       João Otávio Noronha e Paulo Pinto de Albuquerque (organizadores), Comentário à Convenção Americana sobre Direitos Humanos, São Paulo: Tirant lo Blanch Brasil, 1810 páginas:  https://editorial.tirant.com/br/libro/comentarios-a-convencao-americana-sobre-direitos-humanos-joao-otavio-de-noronha-9786587684932
5. Paulo Pinto de Albuquerque (ed.), Comentário da Convenção Europeia dos Direitos Humanos e dos Protocolos Adicionais (Commentary of the European Convention on Human Rights and its Additional Protocols), Lisboa: Universidade Católica Editora, I, II and III volumes, 2019:  http://www.uceditora.ucp.pt/site/custom/template/ucptpl_uce.asp?SSPAGEID=2969&lang=1&artigoID=9861
6. Paulo Pinto de Albuquerque (ed.), Comentário da Carta Africana dos Direitos Humanos e dos Povos e do Protocolo Adicional (Commentary of the African Convention on Human and Peoples’ Rights and its Additional Protocol), with prefaces by the Presidents of the Republic of Angola, Cabo Verde, Guiné-Bissau, Mozambique and São Tomé e Príncipe, Lisboa: UCE, 2020, 1301 pages: https://www.uceditora.ucp.pt/pt/comentarios-de-leis/2063-comentario-da-carta-africana-dos-direitos-humanos.html
7. Robert Spano, Iulia Motoc, Paulo Pinto de Albuquerque, Branko Lubarda, Marialena Tsirli (eds.), Procès équitable : perspectives régionales et internationals, Fair Trial : Regional and International Perspectives, Liber Amicorum Linos-Alexandre Sicilianos, Bruxelles: Anthemis, 2020, 772 pages: https://www.anthemis.be/en/shop/product/libsos-proces-equitable-perspectives-regionales-et-internationales-fair-trial-regional-and-international-perspectives-8482#attr=7086,3027,12271

Publicou mais de 50 artigos em português, inglês, francês, alemão, italiano e russo (a lista completa das suas monografias, obras coletivas e artigos pode ser consultada aqui: https://fd.lisboa.ucp.pt/pt-pt/system/files/cvpaulopintoalbuquerque-novembro2021.pdf